# Leptoglossus concolor
Leptoglossus concolor är en insektsart som först beskrevs av Francis Walker 1871.
Leptoglossus concolor ingår i släktet Leptoglossus och familjen bredkantskinnbaggar. Inga underarter finns listade i Catalogue of Life.